# أمير الحرب
يطلق مصطلح أمير الحرب على الشخص الذي يملك سيطرة وديكتاتورية عسكرية ومدنية على جزء من أراضي أمة (أو بلد) ما بسبب وجود قوات مسلحة موالية لأمير الحرب هذا بدلاً عن كونها موالية للسلطة المركزية في تلك الأمة.

## التوصيف
يمكن أن يطلق المصطلح كذلك على الشخص الذي يتبنى فكرة ضرورة قيام حرب، وهو يملك الوسائل والسلطة اللازمة للانخراط في الـحرب. كما يدل مصطلح أمير الحرب في يومنا هذا بشكل قوي على الأشخاص الذي يمارسون سلطة تزيد عن السلطة الممنوحة لهم من قبل مواقعهم الوظيفية أو من قبل الصلاحيات الشرعية التي يملكونها. وبشكل مغاير في ظل الـإقطاعية، كان القائد العسكري يتمتع باستقلالية كبيرة ويملك جيشاً خاصاً به، ومع كل ذلك يبقى يستمد الشرعية من ولائه الرسمي للسلطة المركزية.
 إمارة الحرب هي مصطلح تمت صياغته لوصف الفوضى الحاصلة عقب انتهاء حكم سلالة تشينغ وبداية عهد جمهورية الصين، من وفاة يوان شيكاي في عام 1916 وحتى عام 1928. تسمى هذه الفترة بـعصر أمراء الحرب في الصين. ومع ذلك يمكن استعمال المصطلح لوصف فترات زمنية مشابهة في دول أو عهود أخرى مثل فترة سينغوكو في اليابان، وفترة الممالك الثلاث في الصين.
 دخلت كلمة «أمير الحرب» في اللغة الإنكليزية كترجمة للكلمة الألمانية "Kriegsherr"، والتي كانت اللقب الرسمي للإمبراطور الألماني. ويعود استخدام هذا المصطلح في وصف قادة الجيش الصيني الذين يملكون قاعدة إقليمية مسيطرة وحكم مستقل عن الحكومة المركزية إلى بدايات عقد الـ 1920 وفقاً لكتابات الكاتب بيرترام لينوكس سيمبسون بحسب قاموس أكسفورد الإنجليزي.

## الاستخدام العصري للمصطلح
كثيراً ما تظهر إمارة الحرب في الدول الفاشلة، أي الدول التي تدهورت سلطة الحكومة المركزية فيها وتقلصت سلطتها في أرجاء البلاد، أو التي أصبحت سلطتها مجرد غطاء رسمي ظاهري دون وجود سيطرة وتحكم فعليين على أرجاء البلد أو الإقليم. تعرف هذه الدول بمستوى عالي من الزبائنية فيها، وبانخفاض السيطرة البيروقراطية، بالإضافة إلى التحرك (الحث) الكبير لإطالة الحرب للحفاظ على النظام الاقتصادي الخاص بها.
وكمثال:
من البلدان التي تحتوي على أمراء حرب: أفغانستان ، العراق، بورما (ولاية وا)، روسيا (الشيشان)، جمهورية الكونغو الديموقراطية، ليبيا، السودان، الصومال، الفيليبين، الباكستان (المناطق القبلية الخاضعة للإدارة الاتحادية الـبشتون)، طاجيكستان (غورنو بادخشتان).

## الصين
ظهرت ممارسات حكم أمراء الحرب في الصين على نطاق واسع ومنتشر مرات عدة في التاريخ الصيني، لاسيما في الفترة الزمنية التي بدأت بثورة شينهاي عندما قامت العديد من المقاطعات بالتمرد وإعلان الاستقلال عن سلالة تشينغ في عام 1911 وخصوصاً بعد موت يوان شيكاي وحتى الحملة الشمالية في عام 1927.
يطلق على هذه الفترة الزمنية اسم عصر أمراء الحرب. وعلى الرغم من التوحيد الظاهري للصين في عام 1927 تحت حكم الكومينتانغ بقيادة القائد العام شيانج كاي شيك، إلا أن مشكلة إمارة الحرب ظلت قائمة حتى انتصر الحزب الشيوعي الصيني عام 1949.

### سلالة هانوالممالك الثلاث(190-280)
- تساو تساو
- دونغ تشو
- سون تسي
- سون تشوان
- ليو باي
- ليو بياو
- ليو تشانغ
- لو بو
- ما تنغ
- يوان شاو
- يوان شو

### سلالة تانغ(618-907)
جلبت نهاية عهد سلالة تانغ العدد الأكبر من أمراء الحرب في التاريخ الصيني، وتعرف هذه الفترة بفترة الأسر الخمس والممالك العشر.
- تمرد آن شي

### سلالة سونغوسلالة جين(1115–1234)
- بوساين وانّو
- فانغ لا

### سلالة مينغ(1368–1644)
- تشان يوليانغ
- ماو ون لونغ (سلاح مشاة البحرية)
- تشان تشي لونغ (القوات البحرية)

### سلالة تشينغ(1644–1911)
- نيان كان ياو
- يوان شيكاي

### جمهورية الصين(1916–1928)
كان هناك اثنا عشر أمير حرب خدموا بصفة قائد منطقة بشكل رسمي:
- تشانغ تسو لين — «مارشال قديم» أو «مارشال المطر» أو «نمر موكدين»
- تشانغ شيوليانغ — «مارشال شاب»
- تشانغ زونتشانغ — "The Dogmeat General"
- فنغ ييشيانغ — «الجنرال المسيحي»
- باي تشونغ سي — «الجنرال المسلم»
- يان شيشان — «النموذج المحافظ»
- وو بي فو — "The Jade Marshal"

## أوروبا
يتصل مفهوم إمارة الحرب في أوروبا عادةً بجماعات المرتزقة ورؤساء عصاباتهم، وغالباً ما يكون هؤلاء هم أصحاب السلطة الفعليون في المناطق التي يقيمون فيها.
تنشأ هذه الجماعات الحرة في الحالات التي تكون فيها السلطة المركزية المعترف بها قد انهارت، كما في الفترة العظيمة لخلو العرش في ألمانيا (1254-1278) وكما في فرنسا خلال حرب المئة عام بعد معركة بواتييه، وكما في مملكة اسكتلندا خلال حروب الاستقلال الاسكتلندية.
يمكن اعتبار زعماء جماعات المرتزقة الحرة كالسير’جون هوكوود‘، و’روجر دي فلور‘ مؤسس الجماعة الكاتالونية، و’هيو كالفالي‘، يمكن اعتبارهم أمراء حرب. كما كان من الممكن تصنيف العديد من الكوندوتييرو في إيطاليا كأمراء حرب.
كان ’يغو غالس غالاما‘ أمير حرب مشهور من الفريزيين، وكان كذلك ابن عمه ’بير غالوف دونيا‘ الذي كان قائداً لجيش الأمل الأسود لأروم (Arumer Zwarte Hoop [الإنجليزية]).
وقد حمل قادة الجيش الإمبراطوري في عهد الإمبراطور ماكسيمليان الأول لقب Kriegsherr والذي يترجم لـ «أمير حرب»، لكنهم لم يكونوا أمراء حرب بالمعنى الحرفي للكلمة.

### الحرب الأهلية الروسية والصراعات مع الشيشان
كانت إمارة الحرب منتشرة بشكل واسع في عصر الحرب الأهلية الروسية بين عامي (1918-1922). كان العديد من الإرهابيين خارج سيطرة الحكومة الحمراء في سانت بطرسبرغ (لاحقاً في موسكو) والحكومة البيضاء في أومسك وروستوف. كان العديد من أمراء الحرب من مختلف الأطياف السياسية هم من يتحكم بهؤلاء الإرهابيين. كان نستور ماخنو قائد الإقليم الحر (أوكرانيا)، وحليفته ماريا نيكيفوروفا من أمراء الحرب اللاسلطويين الذين قاموا بعمليات في أوكرانيا.
تولى الأتامان القوزاقي سيمينوف أمر الإرهاب في إقليم ترانسبايكاليا، وكان البارون الدموي أونغرن ستيرنبرغ ديكتاتور منغوليا لفترة قصيرة.
يجب الانتباه إلى أن الجنرالات البيضاء مثل كولتشاك ودينيكين لا يندرجون تحت تصنيف أمير حرب وذلك لأنهم خلقوا حكومة وقيادات عسكرية شرعية، رغم كونها مضطربة.
وقد تكرر استعمال مصطلح «أمير الحرب» في صراعات روسيا والشيشان التي اشتعلت في عام 1990.

## كوريا
خلال السنوات الأخيرة لمملكة شلا (والتي تسمى كذلك الممالك الثلاث الأخيرة)، تمرد العديد من أمراء الحرب ضد الحكومة وسيطروا بحكم الأمر الواقع على شبه جزيرة كوريا. ابتلي الشعب في كوريا بإمارة الحرب حتى هزمت سلالة غوريو أخيراً كل أمراء الحرب وأعادت توحيد البلاد مرة أخرى.
- وانغ غون
- غونغ يي
- Gyeon Hwon
- يانغ جيل
- Gi Hwon
- Ajagae
- Wang Sunsik